# Tuti-Insel
Die Tuti-Insel (arabisch توتي, DMG Tūtī) ist eine halbmondförmige Binneninsel des Nils am Zusammenfluss von Weißem und Blauem Nil im Sudan.

## Geographie
Die etwa vier Quadratkilometer große Insel liegt inmitten der Dreistadtregion von Omdurman im Westen, Khartum im Süden und al-Chartum Bahri (Khartum Nord) im Nordosten. Sie ist seit dem Ende des 15. Jahrhunderts und damit weit länger besiedelt als die erst im 18. Jahrhundert gegründeten Städte Khartum und Omdurman. Die Bewohner der Insel, die lokal Tawwata genannt werden, gehören überwiegend zur nubischen Volksgruppe der Mahas, deren Herkunftssprache ein Dialekt des Nobiin ist. Während sich die Bevölkerung der Städte in den Jahren zwischen 1956 und 1990 verzehnfachte, stieg die Einwohnerzahl auf der Insel nur von 5851 auf 9416. Erst seit den 1990er Jahren wächst die Bevölkerung in geringem Maß auch durch Zuwanderung. 
Das einzige Dorf hat einen eng bebauten Kernbereich und einige etwas entfernt liegende Häuseransammlungen. Die älteste Bebauung des Ortes konzentriert sich um die Moschee. Die Gebäude sind einstöckig und befinden sich, wie für die nordsudanesische traditionelle Siedlungsweise üblich, mit einem Innenhof innerhalb einer zwei Meter hohen Umwallung. Die zum Bau verwendeten Ziegel werden auf der Insel gebrannt. Die Bevölkerung lebt vom Anbau auf den bewässerten Feldern, deren fruchtbarer Boden aus Ablagerungen von Nilschlamm entstanden ist. Die landwirtschaftlich genutzten Flächen, von denen es nur wenige im Umkreis von Khartum gibt, begrenzen die weitere Ausdehnung des Dorfes. Es gedeihen Gemüse, Zitrusfrüchte und Bananen. Die Bewässerung der Inselrandbereiche geschieht im August/September durch jährliche Überflutungen des Nils, ansonsten durch Dieselpumpen.
Bis März 2009 war die Tuti-Insel nur von Khartum aus über eine Fähre zu erreichen. Seither führt die Tuti-Brücke zur Ostspitze der Insel. Die Tuti-Insel ist der ungewöhnliche Fall einer früh besiedelten und strategisch günstig gelegenen Insel, die nicht zum Mittelpunkt der späteren Stadtgründung auf dem Festland wurde.

## Krieg seit 2023
Im 2023 begonnenen Krieg im Sudan ist die Insel seit 2024 von den Rapid Support Forces (RSF), einer islamischen paramilitärischen Gruppe besetzt, die die strategisch günstige Lage der Insel nutzt, um Herrschaft über den Ballungsraum Khartum/al-Chartum Bahri/Omdurman zu erlangen. Seither darf die Brücke zum Festland nur noch gegen Zahlung einer sehr hohen Mautgebühr genutzt werden.
Nach der Besatzung der Insel durch die RSF verschlechterten sich die Lebensbedingungen zunehmend, und die Bewohner mussten Übergriffe seitens der Miliz befürchten. Bis Ende 2024 sind fast alle ehemaligen Einwohner der Insel geflohen.

## Fotos

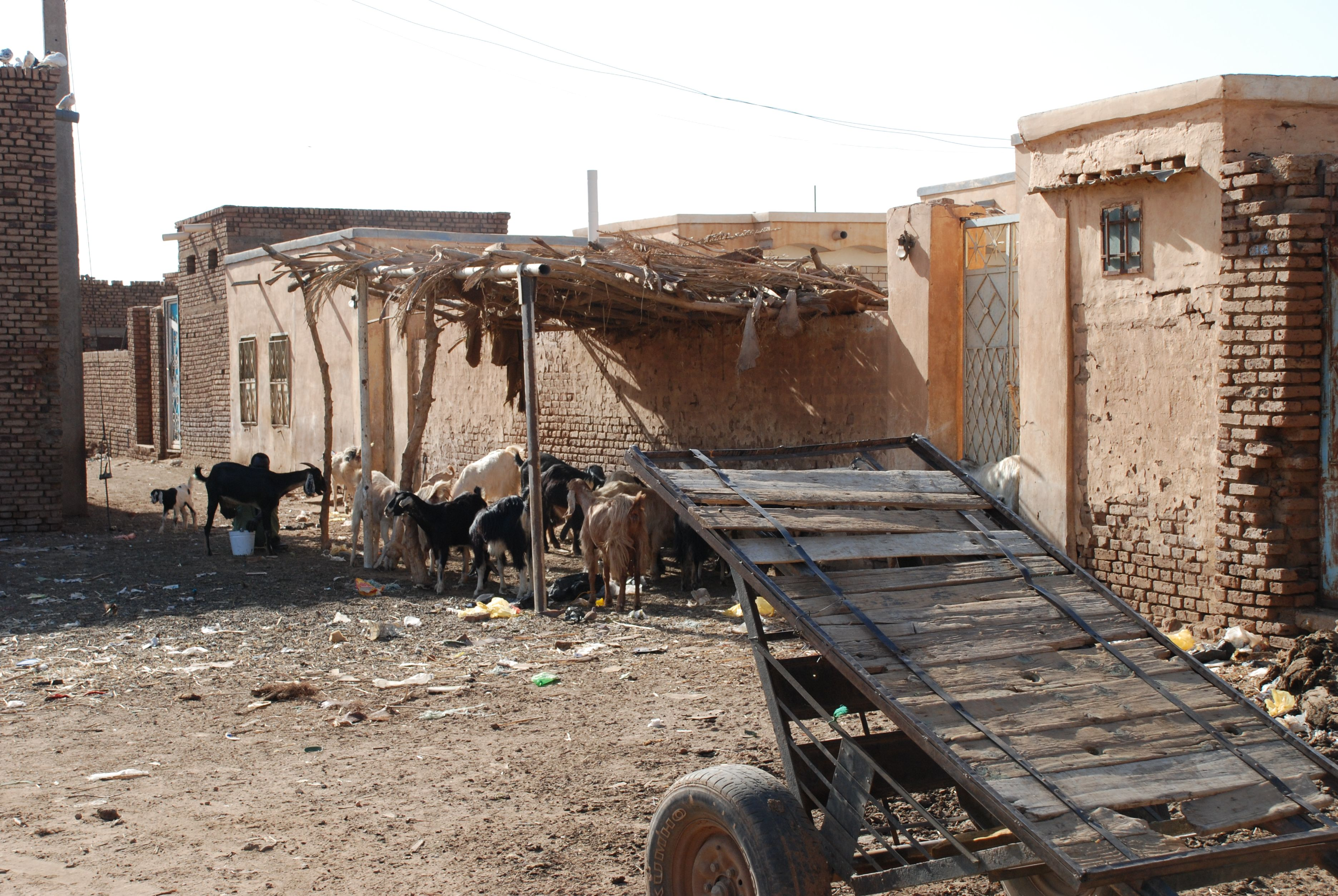
Ortsmitte. Die hohen Umfassungsmauern der Gehöfte entsprechen den dortigen islamischen Vorschriften der Abgrenzung des häuslichen Bereichs.
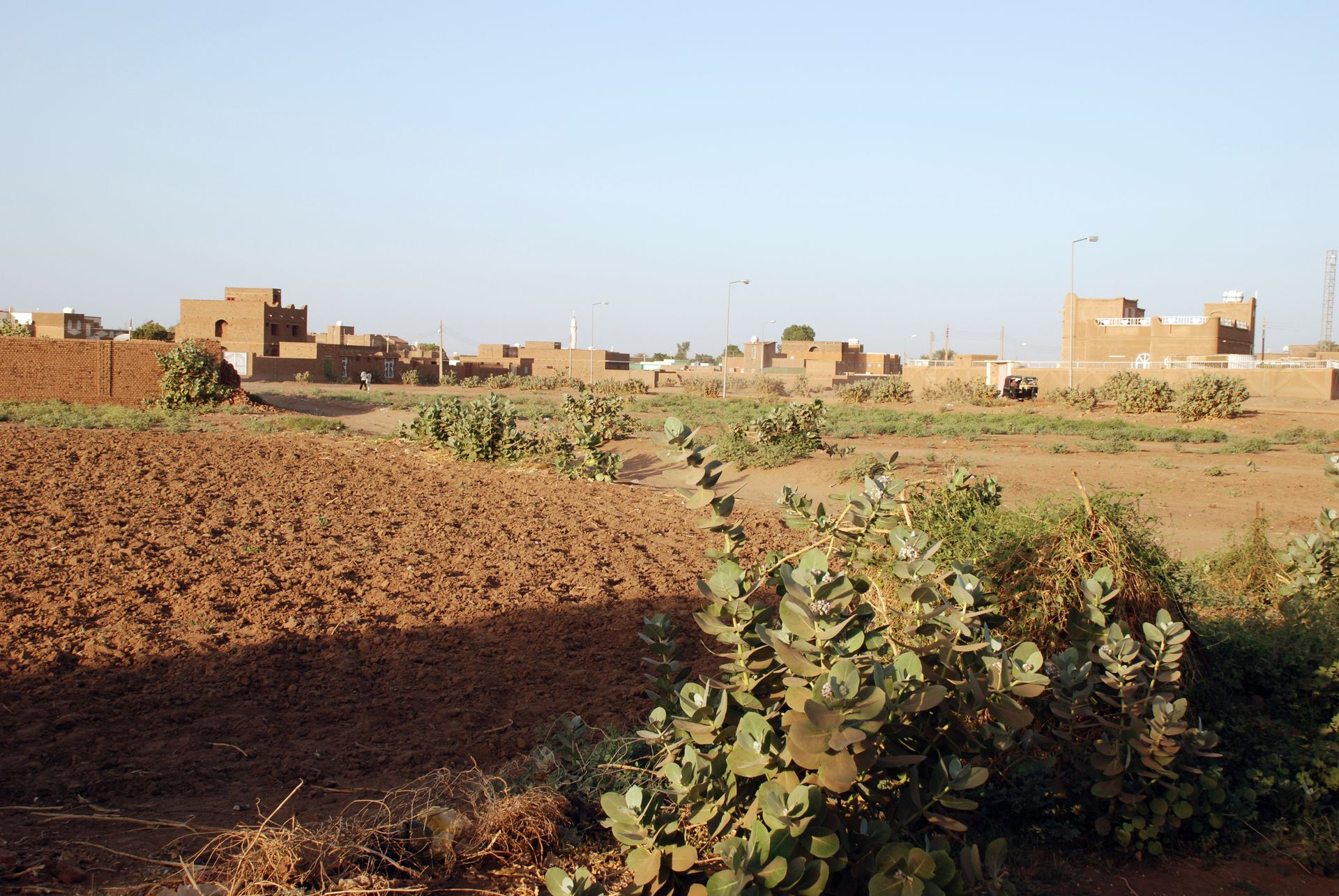
Nach 2000 am südlichen Ortsrand errichtete zweistöckige Wohngebäude. Die typischen Kleinstadthäuser stellen einen Fremdkörper in der bis dahin landwirtschaftlich geprägten Siedlungsweise dar.